# 13 octombrie
ianuarie • februarie • martie  • aprilie  • mai  • iunie  • iulie  • august  • septembrie  • octombrie  • noiembrie  • decembrie
13 octombrie este a 286-a zi a calendarului gregorian și a 287-a zi în anii bisecți. Mai sunt 79 de zile până la sfârșitul anului.

## Evenimente

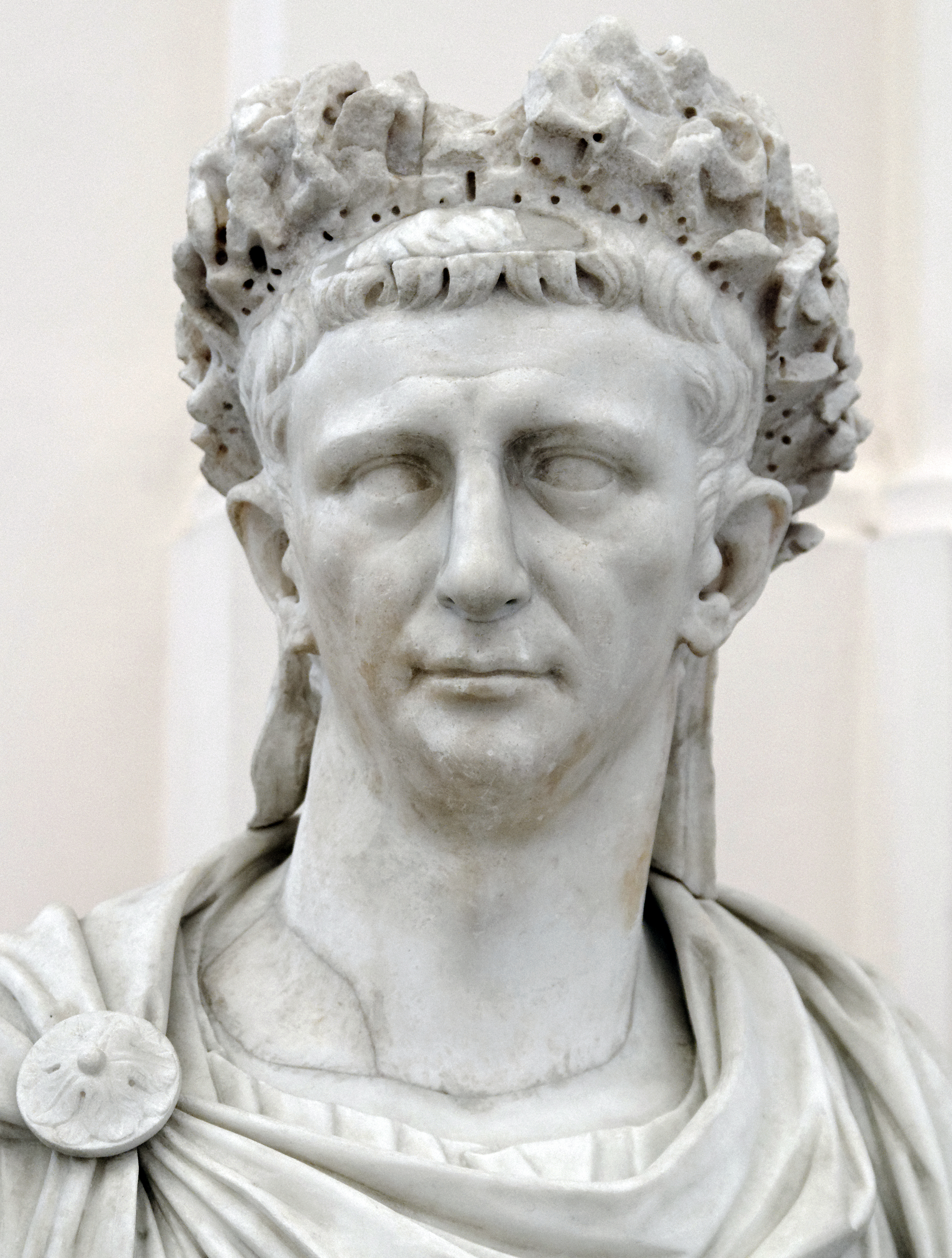
54: Împăratul roman Claudius (foto) moare după ce a fost otrăvit de soția sa, Agripina, eveniment ce a dus la venirea pe tron a fiului ei în vârstă de 17 ani, Nero.

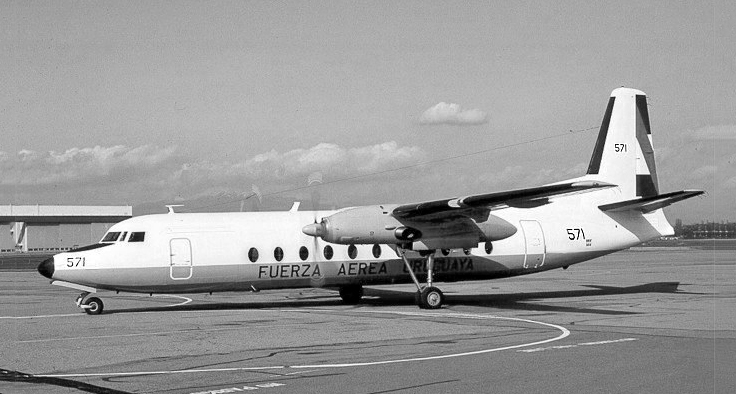
1972: Zborul 571 al forțelor aeriene uruguayane se prăbușește în munții Anzi, la o altitudine de 3.570 metri. Din cei 45 de pasageri, 28 supraviețuiesc accidentului. Doar 16 reușesc să reziste 72 de zile până când sunt salvați.

- 0054: Împăratul roman Claudius moare după ce a fost otrăvit de soția sa, Agripina, eveniment ce a dus la venirea pe tron a fiului ei în vârstă de 17 ani, Nero.
- 1307: Din ordinul regelui Filip al IV-lea cel Frumos, cavalerii templieri din Franța, în frunte cu Jacques de Molay, sunt arestați. Ulterior, o bulă a Papei Clement al V-lea cerea tuturor monarhilor creștini din Europa să facă același lucru și să pună sechestru pe averile templierilor.
- 1399: Încoronarea lui Henric al IV-lea al Angliei la Westminster Abbey.[1][2]
- 1479: Bătălia de la Câmpul Pâinii, bătălie dintre armata turcă condusă de Ali Iskender, Isa și Bali și armata transilvăneană, condusă de Ștefan Báthory.
- 1773: Charles Messier descoperă galaxia spirală M51, acum cunoscută și sub numele de Galaxia Volburei.[3]
- 1781: Patenta de toleranță religioasă emisă de împăratul Iosif al II-lea.
- 1860: A fost realizată prima fotografie aeriană din lume, dintr-un balon cu aer cald aflat la înălțimea de 1200 de picioare (366 de metri) deasupra orașului Boston.
- 1879: A fost dată Legea de revizuire a art. 7 din Constituția României, care acorda cetățenie și locuitorilor de altă religie decât cea creștină. Evreii pământeni primeau, astfel, cetățenie română.
- 1892: Edward Emerson Barnard descoperă prima cometă descoperită prin mijloace fotografice (cometa 206P/Barnard–Boattini).[4]
- 1902: Este inaugurată clădirea centrală a Universității Franz Joseph din Cluj.
- 1917: „Miracolul de la Fátima” la care asistă aproximativ 70.000 de oameni, la Cova da Iria din Portugalia.
- 1914: americanul Garrett Morgan inventează și patentează masca de gaze.
- 1923: Orașul Ankara a devenit capitala statului turc modern, în locul Istanbulului.
- 1939: Al Doilea Război Mondial: România anunță "poziția ei pașnică".
- 1943: Al Doilea Război Mondial: Italia a declarat război fostei aliate Germania.
- 1944: Al Doilea Război Mondial: Riga, capitala Letoniei este eliberată de Armata Roșie.
- 1946: Franța adoptă constituția celei de-a Patra Republici.
- 1967: S-a desfășurat, la București, primul colocviu internațional consacrat operei lui Constantin Brâncuși. (13-15)
- 1969:  Au fost stabilite relațiile diplomatice dintre România și Noua Zeelandă.
- 1972: Zborul 571 al forțelor aeriene uruguayane se prăbușește în munții Anzi, la o altitudine de 3.570 metri. Din cei 45 de pasageri, 28 supraviețuiesc accidentului. Doar 16 reușesc să reziste 72 de zile până când sunt salvați.[5]
- 1973: A fost inaugurat edificiul Teatrului de Stat din Târgu-Mureș.
- 1995: Fizicianul polonez Joseph Rotblat, militant împotriva folosirii bombei atomice, a primit Premiul Nobel pentru Pace.
- 1998: Regizorului Lucian Pintilie i-a fost decernat Premiul special al juriului, la Festivalul Internațional de Film de la Veneția, pentru filmul Terminus Paradis.
- 2001: La Teatrul Național din București a avut loc primul festival de Internet din România - "INTERNETIC".
- 2009: Guvernul Emil Boc (1) a fost demis în urma moțiunii de cenzură intitulată „11 împotriva României”, inițiată  de PNL și UDMR și susținută de PSD, cu 254 voturi „pentru” și 176 „împotrivă”.[6] A fost primul guvern din istoria României post-comuniste care a căzut în urma unei moțiuni de cenzură.
- 2010: Accidentul minier din Copiapó, Chile se încheie după ce toți cei 33 de mineri prinși ajung la suprafață după un record de 69 de zile sub pământ.
- 2017: Parlamentul albanez a votat un proiect de lege privind protecția minorităților etnice, aromânii primind astfel statut oficial de minoritate națională.[7]

## Nașteri
- 1244: Jaques de Molay, Mare Maestru al Cavalerilor Templieri (d. 1314)
- 1453: Eduard de Westminster, Prinț de Wales (d. 1471)
- 1474: Mariotto Albertinelli, pictor italian (d. 1515)
- 1499: Claude a Franței, fiica regelui Ludovic al XII-lea și soția regelui Francisc I (d. 1524)
- 1613: Luisa de Guzman, regină consort a Portugaliei (d. 1666)

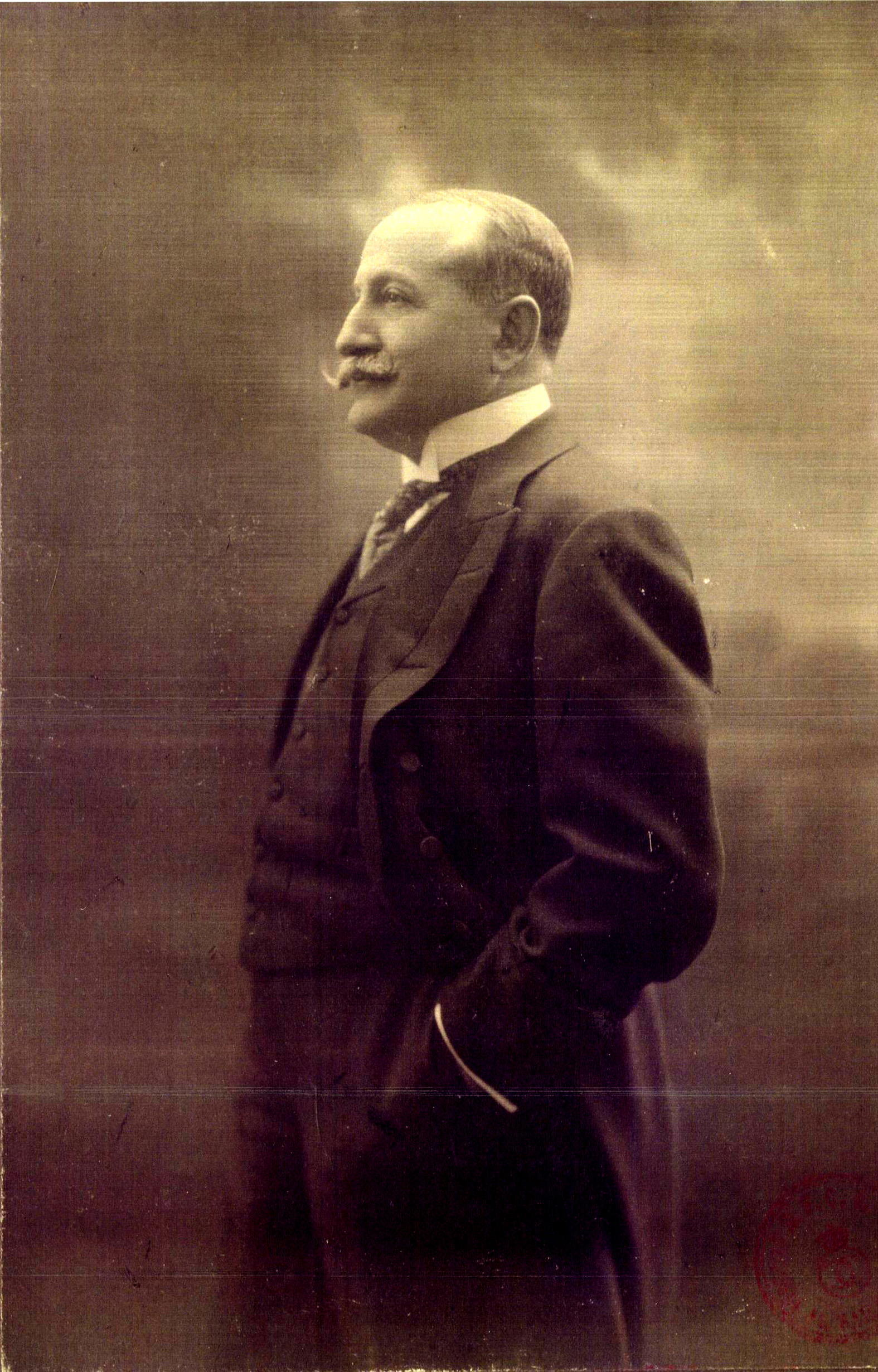
Take Ionescu, prim-ministru al României
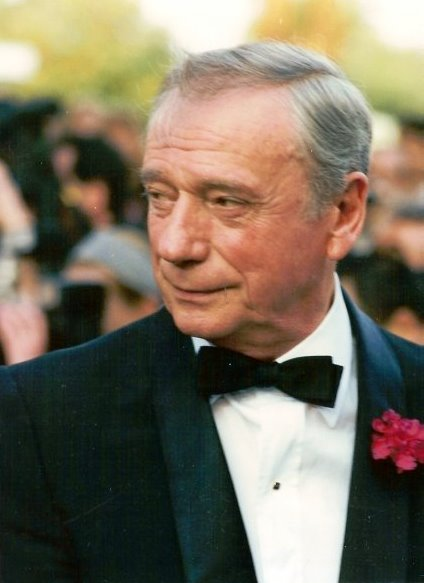
Yves Montand, actor și cântăreț francez
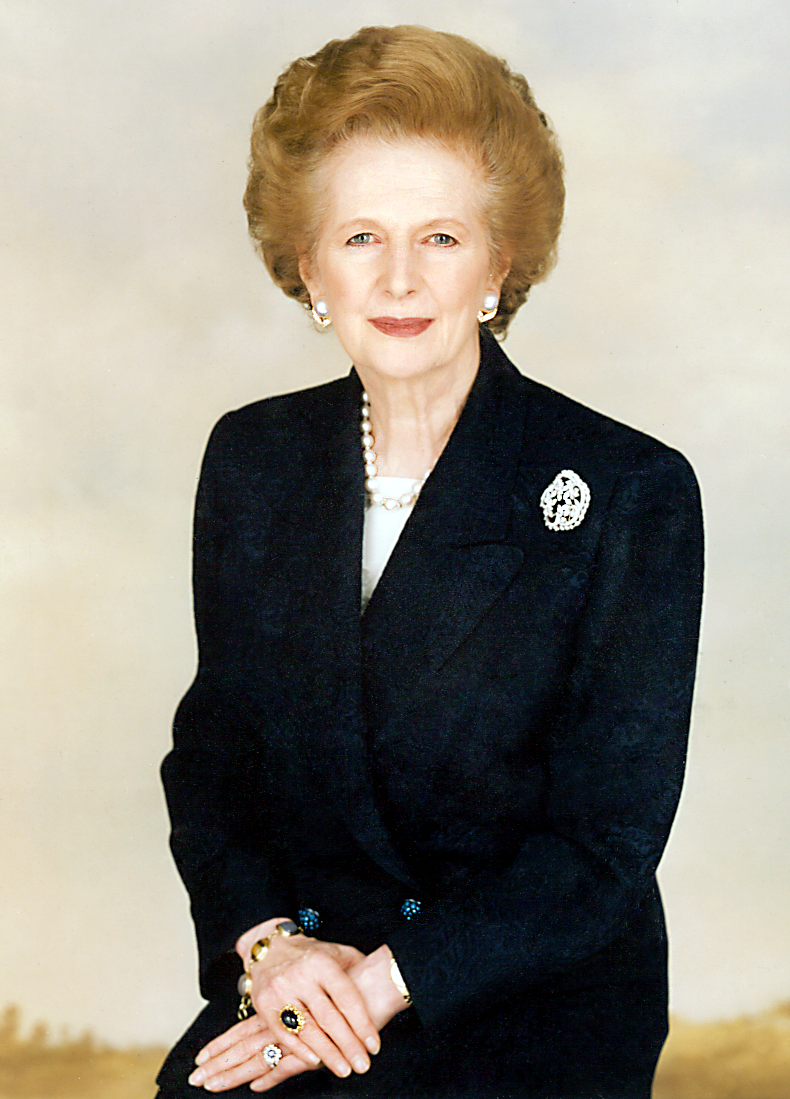
Margaret Thatcher, prim-ministru al Regatului Unit

- 1680: Catherine Opalińska, regină consort a Poloniei (d. 1747)
- 1785: Marie Anna de Hesse-Homburg, prințesă a Prusiei (d. 1846)
- 1827: Adelheid Dietrich, pictoriță germană (d. 1891)
- 1835: François-Alfred Delobbe, pictor francez (d. 1920)
- 1843: Ștefan G. Vîrcolici, critic literar, publicist și traducător român, membru corespondent al Academiei Române (d. 1897)
- 1853: Lillie Langtry, actriță britanică, amanta regelui Eduard al VII-lea (d. 1929)
- 1858: Take Ionescu, politician român, prim-ministru al României (d. 1922)
- 1876: Pierre Adolphe Valette, pictor francez (d. 1942)
- 1887: Jozef Tiso, politician slovac (d. 1947)
- 1898: George Mihail Zamfirescu, scriitor român (d. 1939)
- 1902: Ștefan Odobleja, medic român, membru al Academiei Române (d. 1978)
- 1905: Coloman Braun-Bogdan, fotbalist român (d. 1983)
- 1921: Yves Montand, actor și cântăreț francez de origine italiană (d. 1991)
- 1925: Margaret Thatcher, politician britanic, prim-ministru al Regatului Unit (d. 2013)
- 1931: Raymond Kopa, fotbalist francez (d. 2017)
- 1934: Nana Mouskouri, cântăreață greacă și politician
- 1941: Paul Simon, muzician american (Simon & Garfunkel)
- 1951: Cristian Stănescu, politician român
- 1953: Gellu Dorian, scriitor român
- 1954: Alexandru Andrieș, cantautor român
- 1962: Kelly Preston, actriță americană (d. 2020)
- 1967: Kate Walsh, actriță americană
- 1968: Bogdan Ciucă, politician român
- 1979: Wesley Brown, fotbalist englez
- 1980: Miguel Tininho, fotbalist mozambican
- 1990: Himesh Patel, actor britanic

## Decese
- 0054: Claudius, împărat roman (n. 10 î.Hr.)
- 1093: Robert I de Flandra (n. 1035)
- 1282: Nichiren, călugăr budist (n. 1222)
- 1605: Theodorus Beza, teolog francez (n. 1519)
- 1676: Juan de Arellano, pictor spaniol (n. 1614)
- 1715: Nicolas Malebranche, filosof francez (n. 1638)

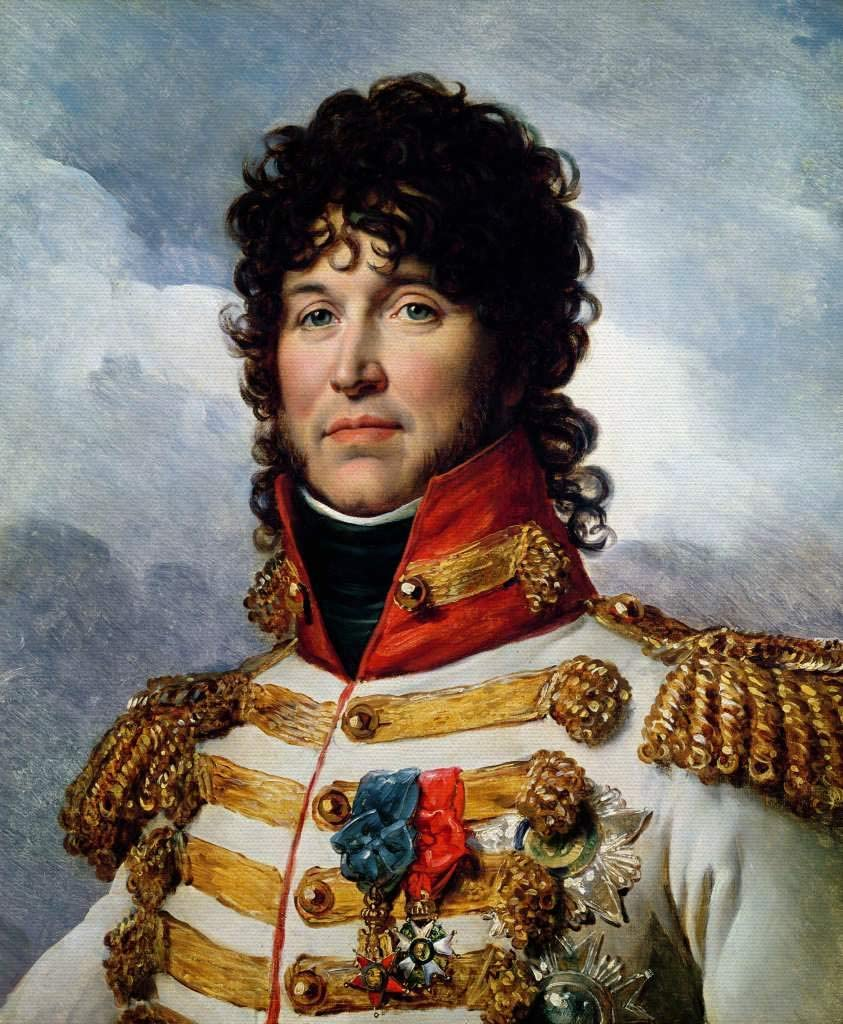
Joachim Murat, mareșal francez și rege al Neapolelui
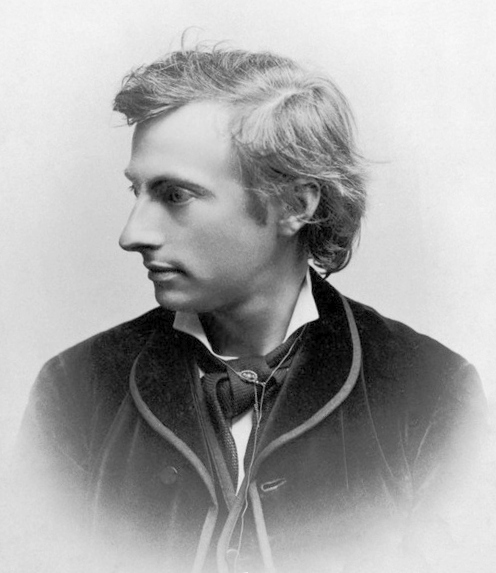
Karl Adolph Gjellerup, scriitor danez, laureat Nobel
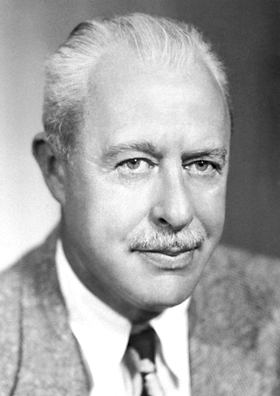
Walter Brattain, fizician american, laureat Nobel

- 1815: Joachim Murat, mareșal francez și rege al Neapolelui (executat) (n. 1767)
- 1822: Antonio Canova, sculptor italian (n. 1757)
- 1825: Maximilian I al Bavariei (n. 1756)
- 1869: Charles Augustin Sainte-Beuve, critic literar, poet si romancier francez (n. 1804)
- 1905: Sir Henry Irving, actor britanic de teatru, primul om de teatru înnobilat (n. 1838)
- 1919: Karl Adolph Gjellerup, scriitor danez, laureat al Premiului Nobel (n. 1857)
- 1974: Ed Sullivan, personalitate a televiziunii americane (n. 1901)
- 1974: Reuven Rubin, pictor israelian, de origine evreu român (n. 1893)
- 1984: Alice Neel, pictoriță americană (n. 1900)
- 1985: Francesca Bertini (Elena Seracini), actriță italiană (n. 1888)
- 1986: George Apostu, sculptor român (n. 1934)
- 1987: Walter Brattain, fizician american, laureat al Premiului Nobel (n. 1902)
- 1989: Cesare Zavattini, cineast, jurnalist și critic de film italian (n. 1902)
- 1993: Anton Alexandru Necșulea, inginer român, membru de onoare al Academiei Române (n. 1908)
- 2000: Jean-Henri Azéma, poet francez, originar din insula Réunion (n. 1913)
- 2003: Bertram Neville Brockhouse, fizician canadian, laureat al Premiului Nobel (n. 1918)
- 2008: Guillaume Depardieu, actor francez (n. 1971)
- 2009: Paul Barbăneagră, cineast româno-francez (n. 1929)
- 2011: Oprea Vlase, antrenor de handbal român (n. 1927)
- 2011: Adina Caloenescu, pictor, grafician și gravor român (n. 1934)
- 2013: Angela Moldovan, interpretă de muzică populară (n. 1927)
- 2016: Bhumibol Adulyadej, rege al Thailandei între 1946-2016 (n. 1927)
- 2023: Louise Glück,  poetă și eseistă americană, laureată a Premiului Nobel pentru Literatură (2020) (n. 1943)

## Sărbători
- Ziua internațională pentru reducerea riscului dezastrelor naturale